# Cumaragupta I
Cumaragupta I ou também Kumaragupta I foi o sétimo imperador da Dinastia Gupta, dinastia que se estendeu num período de tempo entre o ano de 240 e o ano 550. Governou entre 415 e 455. Foi antecedido no trono por Chandragupta II e sucedido por Scandagupta.